# Criollismo (literatura)

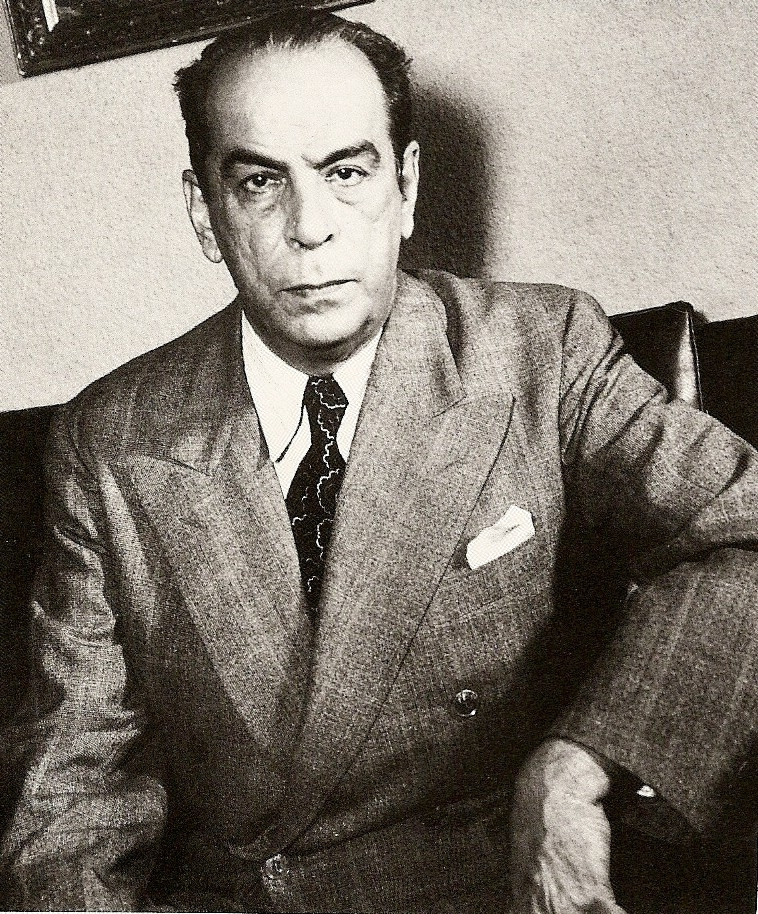
Rómulo Gallegos.

El criollismo (llamado también criollismo literario o literatura criollista) fue la literatura regionalista de afirmación cultural mediante la cual los escritores americanos de habla hispana representaron la singularidad étnica, fáunica, vegetal y geográfica de sus países en una época en la cual las nuevas naciones celebraban el primer siglo de su independencia del dominio español.

## Historia
Según el filólogo alemán Ulrich Leo, el criollismo literario surge en Venezuela a finales del siglo XIX, aunque tendrá que esperar varias décadas para encontrar una aceptación general en América Latina. Luis Manuel Urbaneja Achelpohl es quien define y utiliza por primera vez el término para referirse a su propia literatura en un ensayo de 1895 titulado «Sobre literatura nacional», donde alega por «los patrios asuntos» y el «alma tropical» denunciando un supuesto cosmopolitismo servil.: «Ya estamos aquí: hoy como ayer venimos a abogar por el arte esencialmente americano (…) Venid, pues, mis hermanos, con la flor espontánea de vuestra inteligencia. Asegurado está para nosotros el porvenir».

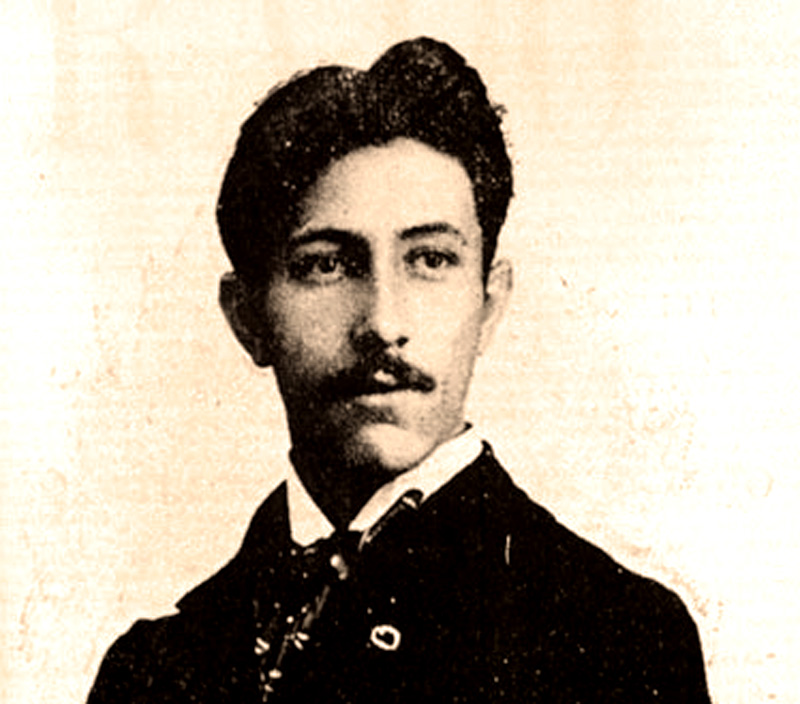
Luis Manuel Urbaneja Achelpohl.

En Chile, el criollismo se vio enfrentado al imaginismo, que surgió a principios del siglo XX. El criollismo, que tuvo su esplendor entre los años 1920 y 1970, se destacó por el amor a la problemática vital de los habitantes de las localidades rurales o indígenas. Sus temas más importantes fueron el cuestionamiento a la forma de gobierno, el retorno a la provincia, la preocupación psicológica y social, las urgencias de los más necesitados y las consecuencias transformadoras de la sociedad en los países latinoamericanos. Algunos de sus representantes más destacados fueron los poetas Mariano Latorre, José Eustasio Rivera, Óscar Castro, Gabriela Mistral y Rosario Castellanos.

## Algunos ejemplos
Algunos de los ejemplos más destacados del criollismo literario son:
- Doña bárbara, de Rómulo Gallegos (1929). Venezuela.
- Don Segundo Sombra, de Ricardo Güiraldes (1926). Argentina.
- La vorágine, de José Eustasio Rivera (1924). Colombia.
- Los de abajo, de Mariano Azuela (1915). México.